# Brother Beyond
I Brother Beyond sono stati una boy band britannica pop / rock / dance minore, che ha ottenuto qualche grande successo, su formato singolo, tra la fine degli anni ottanta e l'inizio degli anni novanta.

## Storia del gruppo
La carriera musicale dei Brother Beyond può essere facilmente ricostruita, leggendo le riviste per teenager del relativo periodo, soprattutto quelle inglesi, in particolare Smash Hits e Number One, e consultando la biografia e discografia della band sul sito ufficiale di Nathan Moore, che resta comunque l'unica fonte ufficiale, nonché la più attendibile; quanto alle posizioni raggiunte dai vari singoli nella relativa classifica inglese, queste possono essere verificate nel libro British Hit Singles di Paul Gambaccini, Tim Rice e Jonathan Rice. I primi quattro singoli del gruppo, I Should Have Lied, How Many Times, Chain-Gang Smile (prodotta da Don Was dei Was Not Was) e una prima versione di Can You Keep a Secret? (di cui un remix successivo raggiungerà la Top 30 britannica) sono stati tutti composti da due membri della band, Eg White (in séguito sostituito dal batterista Steve Alexander, già turnista nei concerti dal vivo dei Brother Beyond) e Carl Fysh, ed eseguiti insieme dal gruppo, idealmente guidato dal cantante Nathan Moore (anche se quest'ultimo non ha mai preso parte al processo compositivo, né ha mai suonato alcuno strumento, in nessun brano). Nessuno di questi singoli è riuscito ad entrare nella UK Top 50: tutti e quattro sono stati soltanto dei successi minori nella UK Top 75.
Ad un certo punto, ci fu una specie di asta di beneficenza, nella quale la casa discografica della band, la EMI (che, tra l'altro, aveva lanciato un ultimatum al quartetto, praticamente obbligandoli ad avere successo col loro quinto singolo, pena il licenziamento dall'etichetta), pagò 20.000 sterline al trio di produttori britannico Stock, Aitken & Waterman (SAW), affinché questi realizzassero un brano per uno degli acts dell'etichetta. La EMI suggerì la band femminile The Belle Star's, ma i Brother Beyond avevano già avuto modo di incontrare Pete, Mike e Matt presso il loro studio, e i tre espressero il desiderio di lavorare con loro. La prima canzone di queste sessions ad essere pubblicata fu The Harder I Try, che raggiunse il numero 2, bloccata soltanto dalla hit di Phil Collins, A Groovy Kind of Love, che vendette milioni di copie. The Harder I Try contiene un famoso campionamento dell'introduzione di batteria del brano This Old Heart of Mine del gruppo The Isley Brothers, e difatti il pezzo è in perfetto stile Motown, così come il successivo, He Ain't No Competition, che arrivò fino al numero 6. La versione 12" di quest'ultimo pezzo raggiunse addirittura la vetta della classifica high-energy, nell'ottobre del 1988, dove rimase finché non fu spodestato dalla cover di Samantha Fox di I Only Wanna Be with You, anche questa prodotta da SAW. Gli ultimi successi rilevanti ottenuti dai Brother Beyond sono stati due remix di altrettanti brani tratti dal loro primo album, Be My Twin, al numero 14, e Can You Keep a Secret?, al numero 22. Tutti questi singoli, compresi i primi, mai entrati in classifica, furono tratti tutti dalle due edizioni dell'album Get Even.
I singoli seguenti non hanno riscosso gli stessi consensi, con Drive On, dal loro secondo album, che si è fermata al numero 39, la title track Trust al numero 53, e una cover della ballata del gruppo The Three Degrees, When Will I See You Again?, che non è andata oltre il numero 43. Dopo una pausa di un anno, la band ha ottenuto un successo isolato negli USA con il nuovo brano, The Girl I Used to Know, e un ultimo piazzamento nella classifica inglese, al numero 48, ma al singolo, di fatto ultima pubblicazione inedita del quartetto, non seguì mai alcun terzo album.
Di fatto, i Brother Beyond hanno pubblicato due soli album, Get Even (1988) e Trust (1989), prima di sciogliersi nel 1991. Get Even è stato però pubblicato due volte: nella prima edizione, figurava ancora Eg White alla batteria (uscito dal gruppo per formare il duo Eg and Alice), poi rimpiazzato da Steve Alexander nella seconda; la seconda edizione comprendeva invece i due citati brani di SAW, The Harder I Try e He Ain't No Competition, in sostituzione di due tracce scritte dagli stessi membri della band, Somebody Somewhere e Sunset Bars, mai più riproposte in seguito, e una versione leggermente remixata (soprattutto nel middle) del pezzo di apertura, Be My Twin, che, in quest'ultima versione alternativa, fu pubblicato come singolo, dopo He Ain't No Competition. Le due edizioni dell'album (distinte anche da due diverse copertine: uno sfondo verde scuro per la prima, e uno bianco per la seconda) hanno complessivamente prodotto 8 singoli, nonché un'antologia live in VHS, della durata di 57 minuti, intitolata Brother Beyond - The Get Even Tour - Live 1989, pubblicata, però, due anni dopo, nel 1991. Nel 2005, invece, quasi 15 anni dopo lo scioglimento, è finalmente uscita la prima raccolta di singoli, The Very Best of Brother Beyond, che riunisce, in un'unica sede, tutti i più grandi successi della band, compreso il singolo con cui, quasi 15 anni prima, il gruppo aveva preso congedo dal suo pubblico, The Girl I Used to Know, che, fino ad allora, era apparsa solo nella versione americana dell'album "Trust", pubblicato con una copertina completamente diversa da quella inglese.

## Formazione
- Nathan Moore: voce solista – vero nome Nathan Marcellus Moore, nato il 10 gennaio 1965, a Stamford Hill, Londra
- David White: chitarra – nato il 6 giugno  1965, a Highbury, Londra
- Carl Fysh: tastiere – nato il 25 gennaio  1963
- Steve Alexander: batteria – nato il 20 novembre 1962, a Ystradgynlais, Powys, Galles

## Ex membri
- Eg White: basso

## Attività dei componenti dopo i Brother Beyond
Il cantante solista, Nathan Moore, ha continuato a cantare in un'altra boy band, World Apart, riscuotendo un successo enorme, durato alcuni anni, in Francia, e un discreto successo in altri paesi europei, soprattutto Spagna, Polonia e Germania, realizzando diversi brani, con il nuovo gruppo, nelle varie lingue locali, tra cui una cover di She Loves You dei Beatles, in tedesco, intitolata Sie Liebt Dich. Recentemente, ha lavorato come manager per molti altri artisti, tra cui Jessica Garlick, anche se ha da poco dichiarato di aver notevolmente ridotto la rosa dei suoi pupilli. Ha anche partecipato, in veste di concorrente, alla trasmissione musicale su ITV, Hit Me Baby One More Time (una specie di Music Farm anglosassone), e si è fatto una brutta reputazione per aver collaborato alla creazione di un altro programma televisivo, Totally Scott-Lee, condotto da Lisa Scott-Lee e trasmesso su MTV.
Il batterista, Steve Alexander, ha suonato in tournée con i Duran Duran, per sei anni, prima di iniziare la carriera solista.
Il tastierista e compositore, Carl Fysh, adesso lavora per un'agenzia di PR a Londra, ed è diventato il manager del duo maschile dei Fierce Girl.
Al momento, il chitarrista, David White, sta studiando belle arti al Central St Martin's College a Londra. Inoltre, ha organizzato una serie di mostre, dove ha esibito i propri dipinti, in varie parti dell'Inghilterra e in Israele.
Il primo bassista, invece, Eg White, che aveva anche scritto gran parte dei brani di Get Even, una volta lasciati i Brother Beyond, formerà il duo Eg and Alice, incidendo un solo album, prima di intraprendere anche lui la carriera solista, anch'essa subito abbandonata, in favore di una più soddisfacente attività di compositore per altri artisti, tra cui Natalie Imbruglia e Joss Stone, e soprattutto Will Young, per il quale scriverà il brano Leave Right Now, con cui vincerà il prestigioso premio Ivor Novello.

## Discografia
Album in studio
- 1988 - Get Even
- 1989 - Trust
- 2005 - The Very Best of Brother Beyond

Singoli
- 1986 - I Should Have Lied
- 1987 - How Many Times
- 1987 - Chain-Gang Smile
- 1988 - Can You Keep a Secret?
- 1988 - The Harder I Try
- 1988 - He Ain't No Competition
- 1989 - Be My Twin
- 1989 - Can You Keep a Secret? (Remix)
- 1989 - Drive On
- 1989 - When Will I See You Again?
- 1990 - Trust
- 1991 - The Girl I Used to Know

## Videografia
- Brother Beyond - The Get Even Tour - Live 1989 (VHS, 1990)